# دبليو. إتش ماكليود
دبليو. إتش ماكليود (بالإنجليزية: W H McLeod)‏ هو مؤرخ نيوزيلندي، ولد في 2 أغسطس 1932 في فيلدلينغ ‏ في نيوزيلندا، وتوفي في 20 يوليو 2009 في دنيدن في نيوزيلندا.